# 대한민국 형사소송법 제203조의2
대한민국 형사소송법 제203조의2는 구속기간에의 산입에 대한 형사소송법의 조문이다.

## 조문
제203조의2(구속기간에의 산입) 피의자가 제200조의2·제200조의3·제201조의2제2항 또는 제212조의 규정에 의하여 체포 또는 구인된 경우에는 제202조 또는 제203조의 구속기간은 피의자를 체포 또는 구인한 날부터 기산한다. <개정 1997.12.13, 2007.6.1>
 [본조신설 1995.12.29]

## 참고 문헌
- 손동권 신이철, 새로운 형사소송법(초판, 2013), 세창, 2013. ISBN 9788984114081